# Raluca Surdu
Raluca Surdu (n. 5 aprilie 1978) este o fostă deputată româncă, aleasă în legislatura 2012-2016 din partea Partidului Național Liberal.